# تشانغ كيم سونغ
تشانغ كيم سونغ (بالإسبانية: Chang Sung Kim)‏ هو ممثل أرجنتيني، ولد في 3 يناير 1960 في كوريا الجنوبية.

## وصلات خارجية
- تشانغ كيم سونغ على موقع IMDb (الإنجليزية)